# Аура им Зингрунд
Аура им Зингрунд (њем. Aura im Sinngrund) општина је у њемачкој савезној држави Баварска. Једно је од 40 општинских средишта округа Мајна-Шпесарт. Према процјени из 2010. у општини је живјело 1.042 становника. Посједује регионалну шифру (AGS) 9677116.

## Географски и демографски подаци
Аура им Зингрунд се налази у савезној држави Баварска у округу Мајна-Шпесарт. Општина се налази на надморској висини од 282 метра. Површина општине износи 12,1 km². У самом мјесту је, према процјени из 2010. године, живјело 1.042 становника. Просјечна густина становништва износи 86 становника/km².